# Sauveterre-de-Rouergue
Sauveterre-de-Rouergue è un comune francese di 827 abitanti situato nel dipartimento dell'Aveyron nella regione dell'Occitania.

## Società

### Evoluzione demografica
Abitanti censiti